# Jacques Ayral
 (novembre 2016).
Si vous disposez d'ouvrages ou d'articles de référence ou si vous connaissez des sites web de qualité traitant du thème abordé ici, merci de compléter l'article en donnant les références utiles à sa vérifiabilité et en les liant à la section « Notes et références ».

a Compétitions nationales et continentales officielles uniquement.

b Matchs officiels uniquement.
Jacques Ayral, dit Jacky, né le 7 juillet 1949 à Brive-la-Gaillarde et mort le 2 janvier 2016 dans la même ville, est un joueur français de rugby à XV.

## Biographie
Venu tard au rugby, il choisit d'abord le football. Formé à Boyer, il évolua ensuite au poste d’avant-centre en championnat de France amateur au sein de l'Étoile sportive aiglons briviste. Il fut sélectionné en cadets dans l’ équipe du Centre-Ouest.[réf. nécessaire]
Il commença sa carrière de rugbyman en 1969, au Sporting club tulliste. Après une saison avec les juniors, il intégra les rangs de l’équipe première. Très vite, il se révéla un athlète à la puissance redoutable (1,85 m pour 91 kg) et évolua au poste de troisième ligne. Il devint alors une des pièces maîtresses de cette équipe, dont il défendit les couleurs pendant onze saisons, jusqu’en 1981. L'écrivain corrézien Denis Tillinac a salué en son temps les « échappées » de ce grand marqueur d'essai à la vitesse incisive.
Entre 1973 et 1978, il fut international B ou A' à sept reprises, jouant notamment contre l’Écosse, les Pays-Bas, l’Italie, l’Espagne, le pays de Galles et la Tchécoslovaquie. Il fut également appelé à rencontrer les Japonais, les Springboks (en novembre 1974 à Clermont), les Argentins, les Australiens et les Néo-Zélandais au sein de diverses sélections régionales.[réf. nécessaire]
Il termina sa carrière de joueur à Souillac au sein de l'Union sportive souillagaise de 1981 à 1986.
Il devint par la suite entraîneur de ce club puis du Sporting club tulliste à la fin des années 1980 et début des années 1990.
En dehors de sa vie de sportif, il exerce la profession d'instituteur.
Jacky Ayral figure parmi les joueurs photographiés pour le livre  Gueules de rugby en octobre 2015.

## Carrière

### En club
- 1968 à 1981 : Sporting club tulliste
- 1981 à 1986 : Union sportive souillagaise

### En équipe nationale
Sélectionné en France B et A' à sept reprises[réf. nécessaire].

## Palmarès
- Quart de finaliste du championnat de France en 1980.
- Challenge de l'Espérance : vainqueur en 1977 et en 1980 ; finaliste en 1976 et 1978.